# Syndrome de Cockayne
Pour les articles homonymes, voir Cockayne.
 (novembre 2013).
 Mise en garde médicale
Le syndrome de Cockayne (SC) est une maladie héréditaire caractérisée par une croissance insuffisante de la taille et/ou du poids au moment du développement de l’enfant. On constate également chez les sujets atteints une dysmorphie faciale, une sensibilité anormalement importante à la lumière, des troubles neurologiques progressifs et un retard mental. Il y a environ un cas sur 200 000 dans les pays européens. En fonction des patients, la maladie peut se déclencher plus ou moins tôt, et être plus ou moins importante. Appelée également nanisme progéroïde, elle ressemble au syndrome de la progéria qui donne aux enfants qui en sont atteints l’aspect d’une personne âgée. Cela est dû à une fonte du tissu graisseux de la peau.

## Signes
Les signes les plus fréquents de la maladie sont un retard de croissance progressif et un déficit intellectuel. La position debout immobile et pendant la marche est instable, rappelant celle d'une personne en état d'ivresse. De plus, les personnes atteintes ont leurs muscles contractés d'une manière anormalement constante. Les nerfs périphériques et la rétine sont souvent atteints. On constate également souvent une surdité et des problèmes dentaires, notamment des caries.
Les anomalies morphologiques des patients peuvent entrainer des troubles de la croissance crânienne. Le crâne est donc parfois de taille inférieure à la moyenne. Les oreilles sont larges, le nez fin et les globes oculaires enfoncés dans les orbites. Une cataracte et une photosensibilité cutanée sont observées chez certains patients. Une diminution du tissu graisseux sous-cutané entraîne un aspect de vieillissement cutané prématuré.

## Types
Le spectre clinique montre une grande variabilité dans la sévérité et l'âge d'apparition des manifestations.
La forme du SC la plus fréquente (type I) se manifeste durant la première année de vie. Des cas de début plus précoce avec des symptômes plus sévères (type II) et des cas de début plus tardif avec des symptômes plus modérés (type III) ont également été décrits.
- Le syndrome de Cockayne type 1, ou syndrome de Cockayne classique, est la forme la plus fréquente. La première année de vie est pratiquement normale avec un poids de naissance normal et les symptômes apparaissent au cours de la deuxième année comprenant : diminution de la croissance staturale et pondérale, apparition d'une microcéphalie, perte de la vision et de l'audition, et troubles neurologiques aboutissant à une infirmité. Le décès survient entre 10 ans et 20 ans.
- Le syndrome de Cockayne type 2, aussi appelé syndrome cérébro-oculo-facial ou syndrome de Pena-Shokeir type II : le nouveau-né présentant un retard de croissance intra-utérin, il ne présente peu ou pas de développement neurologique. Une cataracte est présente. Des contractures articulaires et de la colonne vertébrale entraînent une scoliose. L'âge du décès est avant 10 ans.
- Le syndrome de Cockayne type 3 est plus rare avec poids de naissance normal et survenu tardif de troubles du développement.
- Le syndrome de Cockayne avec xeroderma pigmentosum présente des anomalies faciales avec prédisposition aux cancers de la peau avec des signes de retard de développement, une petite taille et un hypogonadisme.
- Il existe un dernier type de ce syndrome, c’est une forme très grave. En effet le fœtus présente déjà une malformation des yeux et du cerveau. On peut détecter ces symptômes avant la naissance grâce au diagnostic prénatal.

## Étiologie
Le syndrome de Cockayne (SC) est dû à l’altération d’un gène. Le SC appartient, comme le xeroderma pigmentosum et la trichothiodystrophie, au groupe de maladies qui affectent la réparation de l'ADN par excision de nucléotides (NER).
En effet le gène altéré intervient dans la réparation de l’ADN lorsqu’il a subi des lésions à la suite d'une exposition aux rayons ultraviolets. Les cellules révèlent une altération spécifique de la voie de réparation couplée avec la transcription (TCR : transcription coupled repair). D'autres altérations dans la transcription basale ou dans la réparation oxydative ont également été suggérées pour expliquer les symptômes non-cutanés du SC. Des mutations ont été identifiées au niveau des gènes ERCC6 (CSB; 10q11 deux tiers des cas) et ERCC8 (CSA; 5q12.1 un tiers des cas). Le gène ERCC6 se trouve sur le chromosome 10 et donne lieu à une protéine appelée CSB (Cockayne syndrome B). Le gène ERCC8 est situé sur le chromosome 5 et aboutit à la protéine CSA (Cockayne syndrome A).
L’ADN constitue le patrimoine génétique il est indispensable au bon développement des cellules et de l’organisme. Cependant de nombreux facteurs peuvent l’altérer comme les rayons ultraviolets. Les cellules disposent d’un système de réparation, la partie de l’ADN endommagée est enlevée, ensuite l’ADN va pouvoir être décodé (transcrit) normalement grâce à l’intervention des protéines CSA et CSB.
Chez les personnes atteintes du syndrome de Cockayne le décodage de certains gènes ne se déroule pas correctement. Il est aussi supposé que les gènes ERCC6 et ERCC8 interviennent dans la croissance des cellules. Les symptômes de retard neurologiques, de pertes de vision ou de surdité sont dus à l’altération de la substance qui entoure les nerfs. Cette substance est appelée la myéline, elle permet d’optimiser la transmission des messages nerveux. Chez les personnes atteintes du syndrome la myéline est peu à peu détruite. Les nerfs concernés sont les nerfs de la substance blanche (cerveau), les nerfs optiques et auditifs.
La silhouette anormale est due à l’absence de graisse sous la peau et le sous-développement des muscles. Aucun lien entre les trois sous-types et les gènes impliqués n'a été à ce jour établi. On ne connait pas non plus le lien entre l’altération des gènes et la manifestation des différents symptômes.

## Prévalence
Le syndrome de Cockayne affecte 1 personne sur 200 000.

## Historique
Le syndrome de Cockayne a été mis en évidence en 1936 par Edward Alfred Cockayne (en) (1880-1956), un médecin anglais qui s'est consacré à l'étude des maladies héréditaires sur les enfants.

## Description clinique
Généralement, au cours de la deuxième année, on constate chez les malades une cassure au niveau de la courbe de croissance, accompagnée d’une dégradation de l’état général.
- Le visage est facilement reconnaissable. Le nez est étroit, les mâchoires petites et les yeux enfoncés.
- La peau est fine avec des œdèmes.
- Les mains et les pieds sont larges, avec des articulations trop importantes qui empêchent les mouvements les plus élémentaires. Il est donc en général très difficile voire impossible pour les malades de coordonner leurs mouvements. En effet, chaque geste est accompagné de tremblements.
- La circulation sanguine est insuffisante au niveau des extrémités, c'est-à-dire des mains et des pieds, ce qui entraîne une mauvaise oxygénation des tissus. Elles sont donc froides et bleues.
- Une surdité partielle ainsi que des problèmes oculaires tels que cataracte ou sautillements continuels des yeux peuvent être constatés. La rétine peut être insuffisamment développée et donc causer une cécité. Les yeux sont anormalement sensibles à la lumière.
- Le malade est victime d’un retard mental, d’une diminution du volume du crâne et de calcifications des noyaux gris centraux du cerveau.

Tous les types du syndrome de Cockayne se caractérisent par l’accumulation de substance composée de triglycérides et de cholestérol au niveau du système nerveux. Les complications possibles sont une hypertension artérielle, une insuffisance du fonctionnement des reins et des problèmes hormonaux.

## Diagnostic
Le syndrome de Cockayne est une maladie rare qui est souvent confondue avec d’autres maladies. En effet, des retards neurologiques peuvent être dues à la toxoplasmose ou à la rubéole contractées par la mère pendant la grossesse. La sensibilité à la lumière peut faire penser à la maladie xeroderma pigmentosum. Le fait d'être de petite taille et de subir un vieillissement prématuré rappelle les symptômes de la progeria, du syndrome de Bloom ou de Werner.
La série de tests décrite et surtout les tests génétiques et de réparation de l’ADN sont indispensables au diagnostic du SC.

### Diagnostic préimplantatoire (DPI)
Le DPI consiste à rechercher le problème génétique qui est responsable de la maladie sur des embryons obtenus par fécondation in vitro. On analyse donc chaque embryon puis on sélectionne ceux qui ne sont pas porteurs de l’anomalie génétique. Ensuite on implante quelques embryons sains dans l'utérus de la femme. Le recours à une procréation médicalement assistée est donc indispensable, malgré le fait qu'elle ne soit pas sans risque.

### Diagnostic prénatal (DPN)
Dans le cas où un couple a déjà eu un enfant atteint du syndrome de Cockayne, ou si l’un des deux parents est lui-même atteint on fait un diagnostic prénatal (DPN). Pour cela, il faut que l’anomalie génétique ait été identifiée. Le DPN permet de savoir au moment de la grossesse si l’enfant sera atteint ou non. On mesure le taux de réparation de l’ADN ou on recherche l’anomalie génétique sur des cellules prélevées en début de grossesse au niveau du futur placenta ou du liquide amniotique.
Ces examens entraînent chacun un risque de fausse couche, plus ou moins important selon la technique de prélèvement. Ils sont réalisés sous échographie et aucun prélèvement n’est réalisé directement sur le fœtus.
Le résultat est connu en une ou deux semaines. Il est extrêmement important que les parents qui souhaitent avoir recours à ce diagnostic puissent discuter à plusieurs reprises avec une équipe de spécialistes afin de préciser leur demande exacte, d’être informés sur les avancées de prise en charge de cette maladie, et de prendre une décision éclairée concernant une éventuelle interruption de grossesse.

### Diagnostic postnatal
Le diagnostic a le plus souvent lieu après la naissance, lorsque les premiers signes de la maladie apparaissent.
Il repose sur la mise en évidence d'un défaut spécifique de la transcription par la mesure de la synthèse d'ARN ou réparation de l’ADN, dans les cellules de la peau (fibroblastes) en culture après irradiation aux UV. Le test de la réparation de l'ADN est indispensable pour le diagnostic du SC.
Pour récupérer ces cellules de peau, les médecins réalisent une biopsie. Il s’agit d’un prélèvement des cellules grâce à un petit cylindre. Lors de la biopsie le patient est sous anesthésie locale, et ne ressent aucune douleur. Si l’enfant est atteint par le SC on observera un taux de réparation de l’ADN inférieur à la moyenne.
Il est possible de vérifier l’altération des gènes ERCC6 et ERCC8 grâce à un test génétique. Pour réaliser ce test, il suffit de donner un échantillon de sang à un établissement spécialisé dans ce type de test.

### Évaluation des déficiences
Pour détecter le syndrome de Cockayne, on peut avoir recours à plusieurs tests complémentaires qui permettent d’évaluer les déficiences du patient afin de mieux adapter les prises en charge.
- L'électromyogramme permet d'enregistrer les courants électriques qui accompagnant l'activité musculaire. Il met en évidence le niveau d’atteinte des neurones ainsi que la dégénérescence de la myéline.
- L'utilisation du scanner permet de mettre en évidence les calcifications des noyaux gris centraux du cerveau ainsi que le manque de myélinisation de la substance blanche. Il utilise les rayons X comme les appareils de radiologie classique mais les informations sont directement traitées par ordinateur. Ce test dure entre trente minutes et une heure.
- L'IRM permet de montrer l’accumulation de substance constituée de cholestérol et de triglycérides dans le tissu nerveux ainsi qu'un sous-développement du cerveau. Elle est sans danger, indolore et n'utilise pas de rayons X.
- L’ophtalmologiste effectue un examen précis des yeux pour déterminer les capacités de vision du patient. On teste la réaction du patient à la lumière. Un examen du fond de l’œil est réalisé. Il permet d’observer la rétine. Dans certains cas de SC, on voit des taches blanches au fond de la rétine. On dit dans ce cas qu'il s'agit de rétine pigmentaire.
- On peut également effectuer un bilan auditif afin de savoir si l'enfant est sourd ou malentendant.
- Enfin, on effectue une évaluation psychomotrice pour évaluer les capacités intellectuelles et cognitives de l’enfant. Par exemple, l’observation dans un contexte de jeux permet de mettre en évidence ce que l'enfant a acquis (marche, motricités fines et globales). Ce test permet d’identifier les faiblesses de l’enfant afin de déterminer les outils à mettre en place pour remédier ou diminuer les handicaps du patient.
- Les analyses de sang et d'urine permettent de quantifier certaines molécules telles que la créatinine, la bilirubine ou les transaminases. L’augmentation du taux de créatinine dans le sang ou les urines traduit une insuffisance rénale. Si le foie est atteint, les taux de bilirubine et de transaminase augmentent.

## Traitement et Prise en charge
Il n'existe hélas pas pour l'instant de traitement permettant de guérir les malades. On traite donc les symptômes les uns après les autres.
La kinésithérapie, une protection solaire, et un appareillage auditif sont très souvent indispensables. Des visites régulières chez le dentiste et une rééducation psychomotrice doivent très souvent avoir lieu. Il est nécessaire de veiller à l'alimentation de l'enfant. Parfois, si l'enfant ne mange pas assez une opération peut être recommandée.
Le patient doit être entouré de psychiatres et de psychologues. En effet, il rencontre des difficultés tous les jours, il est donc très facilement stressé. Il faut également identifier rapidement les troubles de la vue afin d’y remédier le plus efficacement possible.

## Transmission
La transmission est autosomique récessive. Le terme « autosomique » signifie que le gène responsable de la maladie ne se trouve pas sur les chromosomes sexuels, la maladie peut se transmettre aussi bien aux filles qu’aux garçons. Nous avons chacun deux copies de chaque gène l’une transmise par notre mère, l’autre par notre père. La récessivité est le fait que les deux parents doivent donner le gène altéré pour que l’enfant souffre de la maladie. Si l’enfant n’a qu’une seule copie du gène altéré, il ne souffre pas de la maladie. Le patient sera donc porteur sain, il ne souffrira pas de la maladie, mais aura la possibilité de transmettre le gène altéré a sa descendance.

## Sources
- (en) Online Mendelian Inheritance in Man, OMIM (TM). Johns Hopkins University, Baltimore, MD. MIM Number:216400
- (en) GeneTests: Medical Genetics Information Resource (database online). Copyright, University of Washington, Seattle. 1993-2005
- www.orpha.net